# Горба, Денис Брониславович
Денис Брониславович Горба (лат. Deniss Gorba; 7 июня 1970, Рига, Латвийская ССР, СССР) — латвийский спортсмен и политик, депутат Рижской думы от ЗаПЧЕЛ (2002—2009), вице-президент Латвийского центра бегового спорта, член правления Латвийской федерации триатлона.

## Биография
Денис Горба родился в Риге в 1970 году. В 1987 году окончил 71-ю среднюю школу г. Риги. После выпуска год проработал в Объединении по производству детской и школьной мебели. В 1988 году ушел в армию, где прослужил два года. В 1995 окончил юридический факультет Латвийского университета.

### Спортивная карьера
Занимался легкой атлетикой, специализировался в беге на длинные дистанции . Завоевал серебряную медаль на чемпионате Латвии по бегу на 50 км.
Лучшие результаты на чемпионатах Латвии:
- 10 км - 5-е место (1997)
- Полумарафон - 10-е место (1999)
- Марафон - 12-е место (1998)
- 50 км - 2-е место (1999)

В 1999 году становится вице-президентом Латвийского центра бегового спорта. 
С 2002 года перешел в триатлон. В 2016 году на чемпионате Латвии по триатлону занял 14-е место.
Член правления Латвийской федерации триатлона.

### Политическая карьера
В 1998 стал членом партии «Равноправие». С 1998 по 2001 год выступал в роли помощника депутата Сейма Латвии.
C 1999 г. руководитель проектов Латвийского комитета по правам человека.
С 2001 до 2002 выполнял роль консультанта фракции ЗаПЧЕЛ в Сейме. C 2002 по 2009 года был депутатом Рижской думы.
С 2002 до 2005 года занимал должность председателя рижской городской Управы по найму. В 2005 году стал заместителем председателя фракции ЗаПЧЕЛ в Рижской думе, также был сопредседателем Латвийской ассоциации собственников и нанимателей денационализированных и муниципальных домов.
В 2006 году состоялся судебный процесс против Рижской думы по законности увольнения Горбы, который завершился мировым соглашением. С 2006 по 2008 г. аудитор Департамента среды Рижской думы.
В 2007 году избран членом правления ЗаПЧЕЛ.